# Ancien tramway de Bordeaux

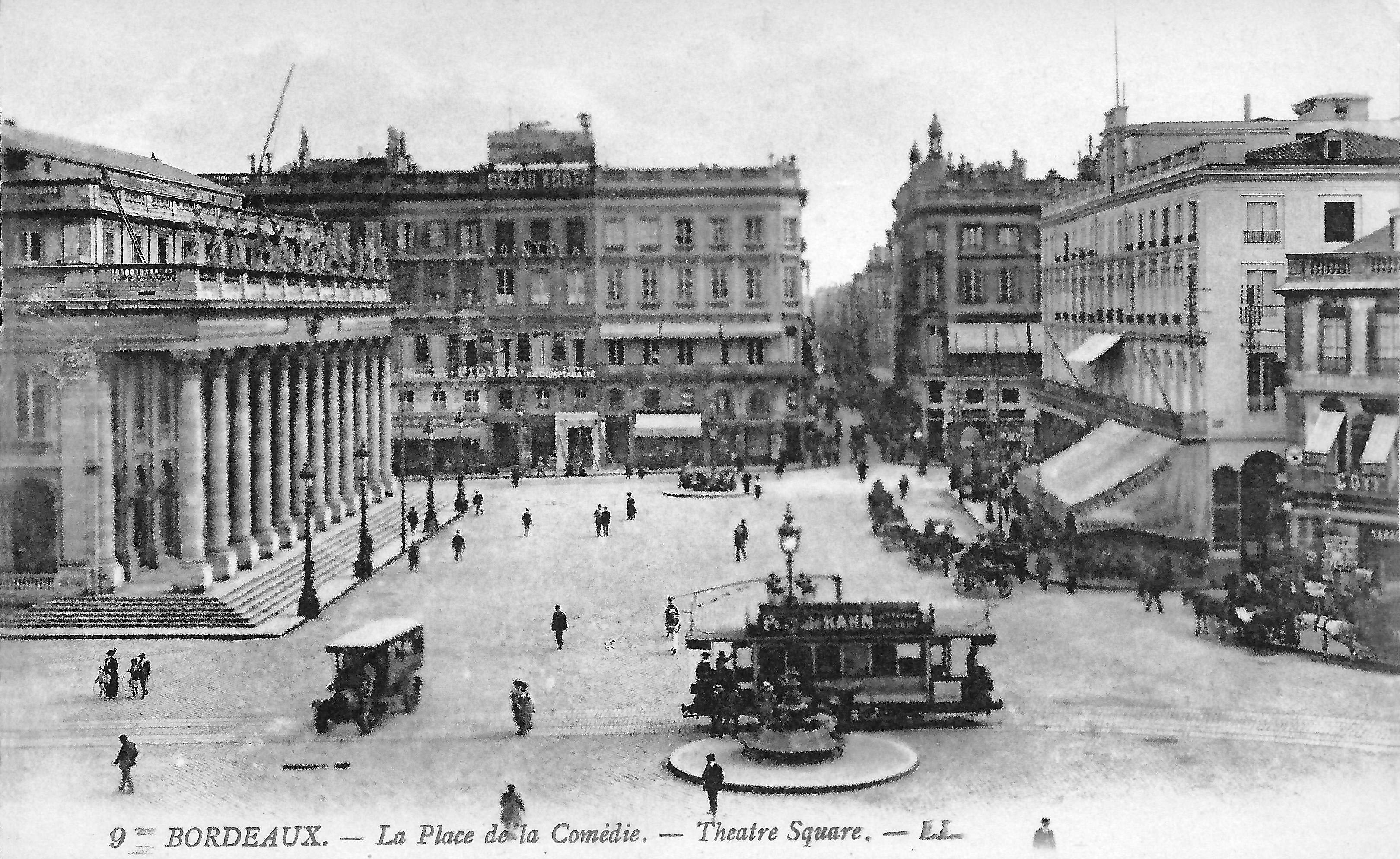
Tramway électrique place de la Comédie dans les années 1900 fonctionnant avec l'alimentation par le sol et perche de prise de courant aérienne baissée.

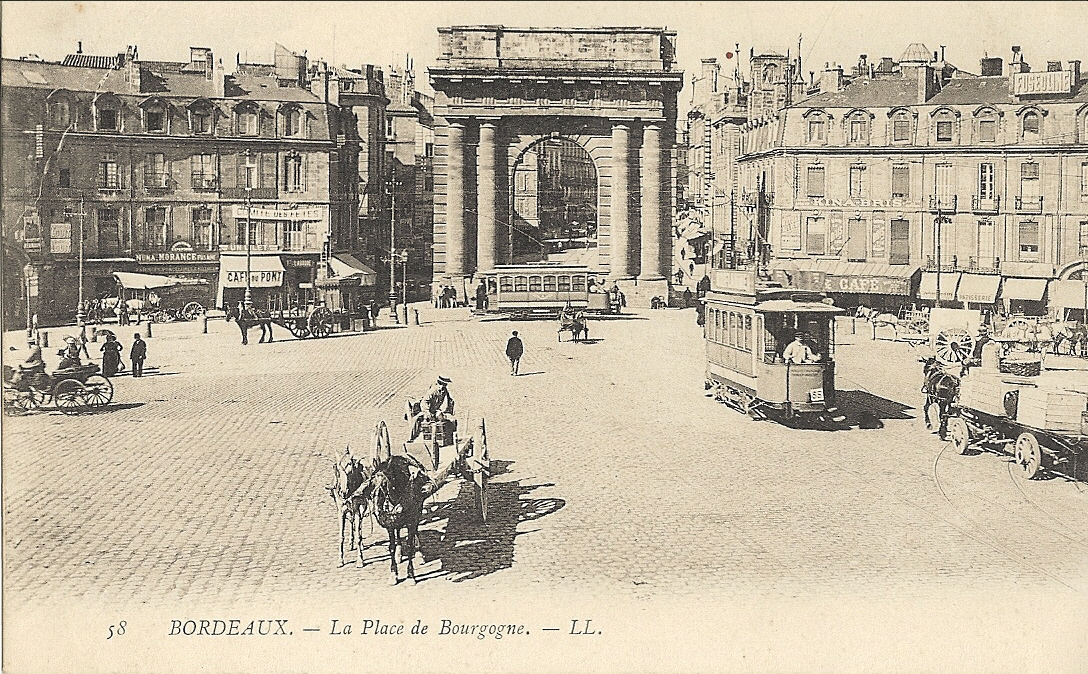
Tramways électriques place de Bourgogne.

La première ligne de tramway de Bordeaux, à traction hippomobile, a été inaugurée en mai 1880, par le maire Albert Brandenburg. Puis le maire  Camille Cousteau inaugurera en février 1900 la première ligne de tramway électrique.
Les tramways ont disparu de l’agglomération bordelaise en 1958 après une décision du maire  Jacques Chaban-Delmas.

## Les origines
Jusqu'en 1765, la majorité des habitants de Bordeaux se déplaçaient à pied. L'utilisation des chevaux, calèche ou chaise à porteurs devait recevoir une autorisation royale. Une autorisation royale permet alors à Vital Muret de créer un service de louage de carrosse dans Bordeaux et sa banlieue au prix de 15 sols le trajet. C'est un échec commercial. Le flambeau est alors repris par M. du Hautoir qui obtient une concession pour 29 ans, le succès est alors au rendez-vous. En 1781, la municipalité autorise la libre concurrence, M. du Hautoir doit laisser la place à plusieurs sociétés.

## De l'omnibus au tramway hippomobile (1830-1872)

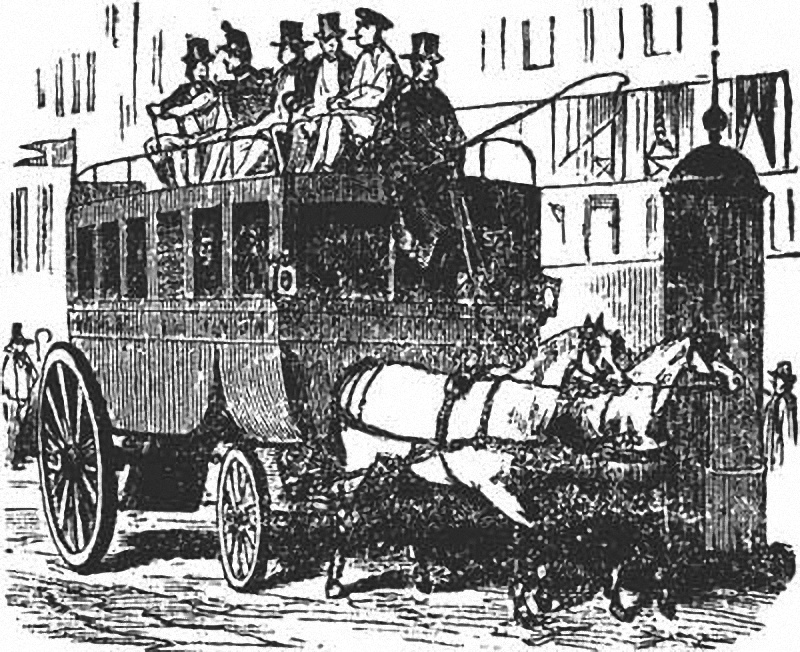
Omnibus à impériale par
David W. Bartlett.

En 1830, l'omnibus se substitue aux carrosses. Il s'agit en général d'un fiacre tiré par un ou deux chevaux permettant de transporter une dizaine de clients. Plusieurs sociétés se partagent le marché bordelais. En 1857, il existe 9 lignes du réseau d'omnibus urbain.

### La Compagnie générale des omnibus de Bordeaux (CGOB)
La Compagnie générale des omnibus de Bordeaux (CGOB) est créée le 24 décembre 1859, chez Maitres Baron et Balesti-Marichon, notaires à Bordeaux. La création est approuvée par un décret impérial du 30 janvier 1860.
La ville de Bordeaux décida en 1859, de réunir les différentes sociétés d'omnibus de la ville. Le financier bordelais Pierre Debans sera un des acteurs de la création de la CGOB, en 1860. Il en devient administrateur, .
Le réseau se compose de huit lignes d'omnibus :
- Place Richelieu - Pont de Brienne
- Place Richelieu - Magasin des Vivres de la Marine (à Bacalan)
- Place d'Aquitaine - Barrière du Médoc (Croix de Seguey)
- Place Napoléon (La Bastide) - Place Picard (Cours Saint Louis)
- La Croix Blanche - Les Enfants Trouvés
- Jardin des Plantes - Gare du Midi
- Cours du XXX-Juillet :
  - barrière Saint-Genès (route de Bayonne),
  - la Pyramide (route de Toulouse)

## Premières lignes de tramway  (1880-1900)
La vitesse réduite est le point faible de l'omnibus. En 1872, il est alors décidé d'importer en France un mode de transport New-Yorkais : le  « chemin de fer à traction de chevaux dit américain ». C'est le premier tramway, un omnibus mis sur des rails, ce qui lui permet de circuler plus vite (l'effort de roulement est divisé par trois) et assure un meilleur confort en évitant les cahots des pavés.

### Bordeaux Tramways and General Omnibus Company Limited (BTOC)
La compagnie anglaise Bordeaux Tramways and General Omnibus Company Limited (BTOC) rachète les actifs de la CGOB et établit rapidement un réseau de tramway à traction animale.
La première ligne de tramway à traction hippomobile, est inaugurée le  4 mai 1880 par le maire Albert Brandenburg.
En 1891, la ville comporte 8 lignes pour une longueur de 39 kilomètres.
- 1, Boulevard Jean Jacques Bosc - Rue Lucien Faure
- 2, 
  - Gare de la Sauve - Rue Bouthier (2A)
  - Place Magenta - Place du pont - 2e Passage à niveau   Avenue Thiers (2B)
  - Place Magenta - Place du pont - Passage à niveau de la Benauge (2C)
- 3, Gare du Midi - Gare du Médoc
- 4, Place de Bourgogne - Boulevard du Tondu
- 5, Place Richelieu- Boulevard du Bouscat
- 6, Place Richelieu- Boulevard de Caudéran
- 7, Place Richelieu- Boulevard de Talence
- 8, Place d'Aquitaine - Boulevard de Talence

Le parc comporte 120 voitures de tramways de 38 ou 44 places et aussi 137 omnibus. Près de 1 200 chevaux tractent les véhicules six heures par jour, sur environ 20 kilomètres. La compagnie emploie 500 personnes et 15 millions de trajets annuels sont assurés.

Carte animée de l'évolution des infrastructures ferroviaires de l'agglomération de Bordeaux, dont celle des anciens et actuels tramways, de 1870 à nos jours.

## La révolution électrique
La traction électrique va se développer à Bordeaux à partir de petites compagnies qui vont créer, en périphérie du réseau de tramways à chevaux, des lignes de tramways électriques isolées entre elles. L'extension de ces lignes dans la ville est entravée par la compagnie TEOB qui exploite le réseau urbain. 

### La Compagnie du Tramway Bordeaux-Bouscat-Le Vigean et Extensions (BBV)

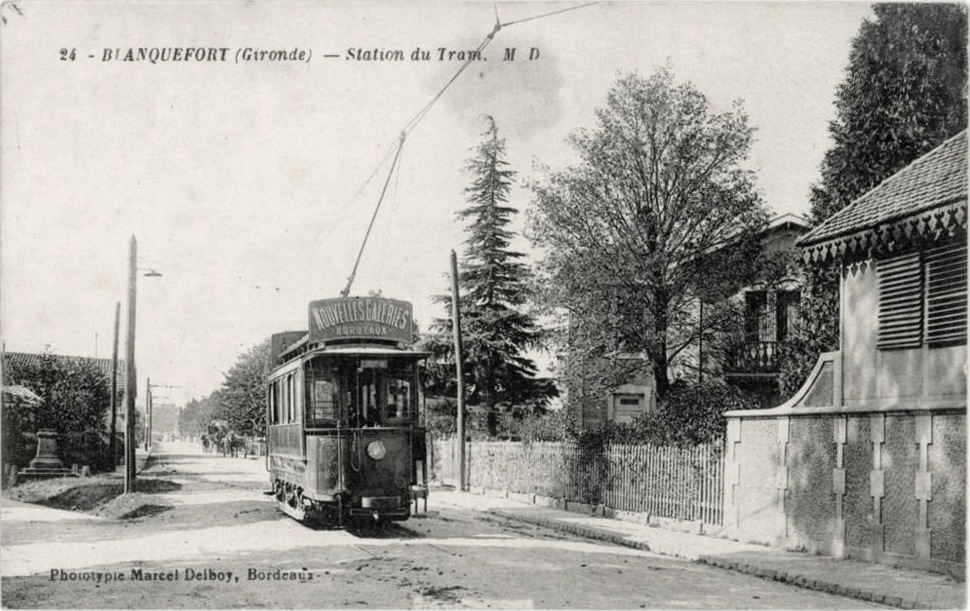
Tramway à Blanquefort.

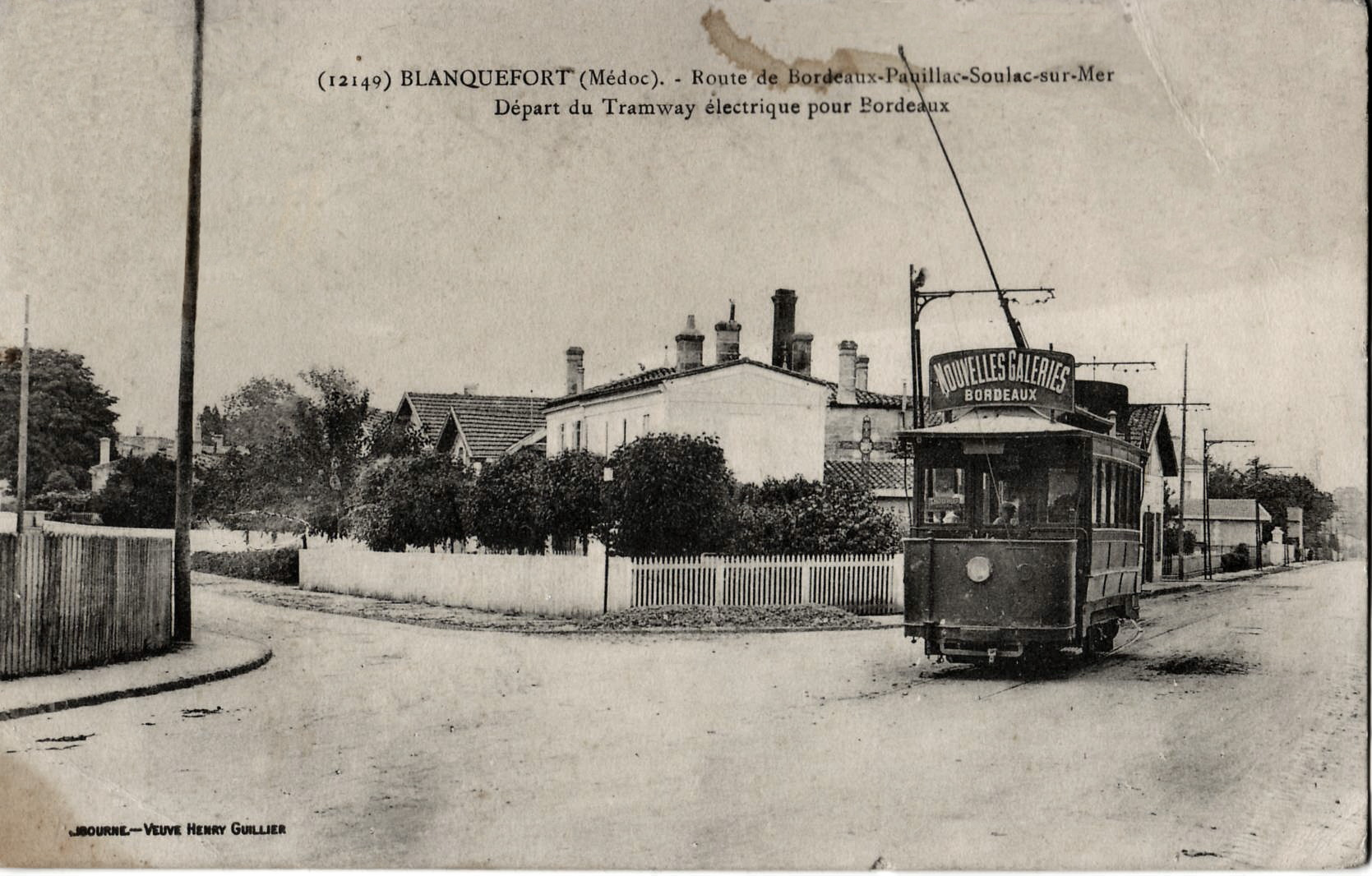
Le tramway électrique à Blanquefort.

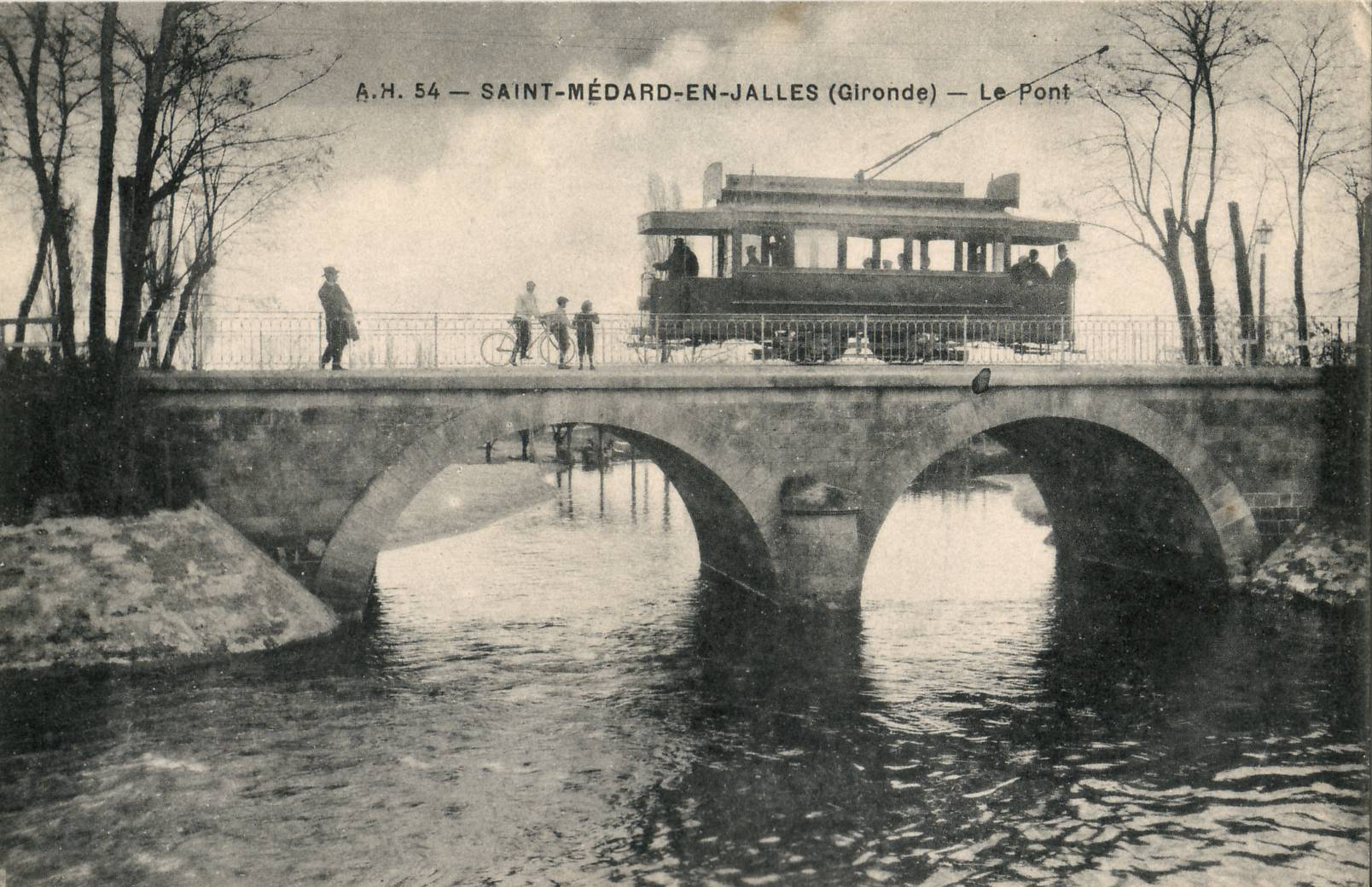
Le tramway électrique à Saint-Médard-en-Jalles.

Cette compagnie, fondée en 1892, met en service le 17 décembre 1893 une ligne de tramway à voie métrique entre Bordeaux (barrière du Bouscat) et Le Vigean. Il s'agit du premier tramway électrique de l'agglomération bordelaise. La ligne a une longueur de 4,82 km.
La compagnie procède à diverses extensions ou ouvertures de lignes : 
- Le Vigean - Eysines, ouverte le 25 septembre 1895 ;
- Le Vigean - Le Taillan - Blanquefort[8], ouverte le 25 septembre 1897 ;
- Bordeaux (Barrière de Saint Médard) - Caudéran, ouverte le 18 mai 1900 ;
- Bordeaux (Barrière de Saint Médard) - Saint-Médard-en-Jalles, ouverte le 18 mai 1900 ;
- Bordeaux (Barrière Judaïque) - Mérignac, ouverte le 18 mai 1900.

### La Compagnie des tramways électriques Bordeaux - Pessac (TBP)
La compagnie TBP se substitue à la Société des Tramways de la Banlieue de Bordeaux qui avait ouvert le 25 mai 1896, une ligne de tramway électrique entre Bordeaux (barrière de Pessac) et Pessac. Elle prolonge cet itinéraire vers l'Alouette en 1898 et créée une ligne entre la Barrière Saint-Genest et Gradignan mise en service en 1901.

### La Compagnie du tramway de Bordeaux à Léognan (TBL)
Cette compagnie met en service le 24 avril 1902, une ligne de tramway électrique à voie métrique entre Bordeaux (Barrière de Toulouse) et Léognan.

### La Compagnie Française des Tramways Électriques et Omnibus de Bordeaux (TEOB)
En 1897, une déclaration municipale sous le mandat du maire Camille Cousteau est adoptée pour substituer la traction électrique à la traction animale.
En 1898, la compagnie Française des Tramways Électriques et Omnibus de Bordeaux (TEOB) est créée. La Compagnie française Thomson-Houston est à l'origine de cette création.
La compagnie TEOB va alors transformer les 8 lignes de tramways à chevaux existantes en les électrifiant et en construire 5 autres. La totalité du programme est achevée en 1905.
La première ligne de tramway électrique est inaugurée par Camille Cousteau en février 1900 .
sur le trajet Tivoli - Barrière de Pessac (ligne des Boulevards).

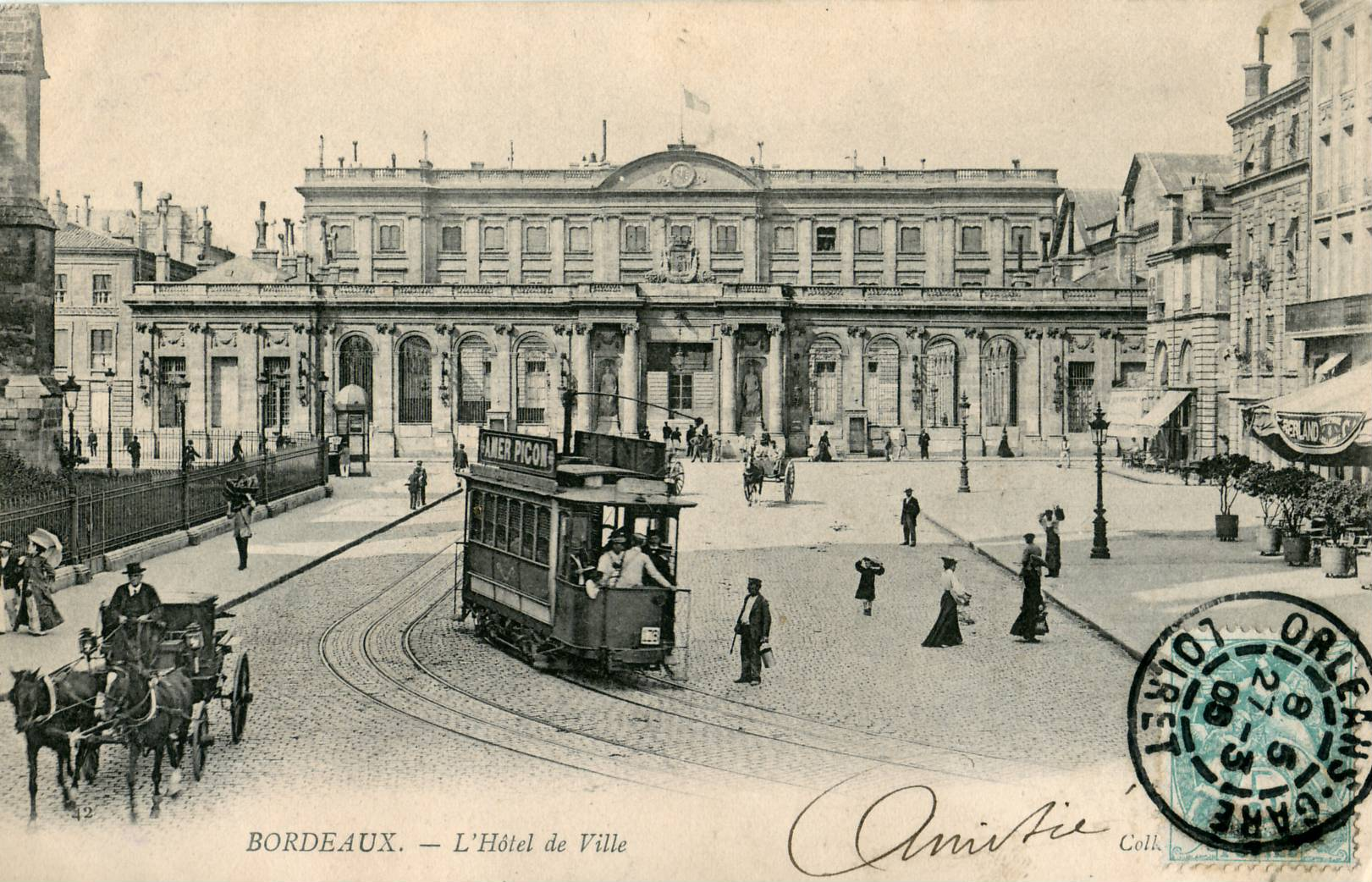
Tramway électrique (série 1 à 175) devant l'Hôtel de Ville. On distingue aisément entre les rails le caniveau dans lequel le tramway capte l'électricité.
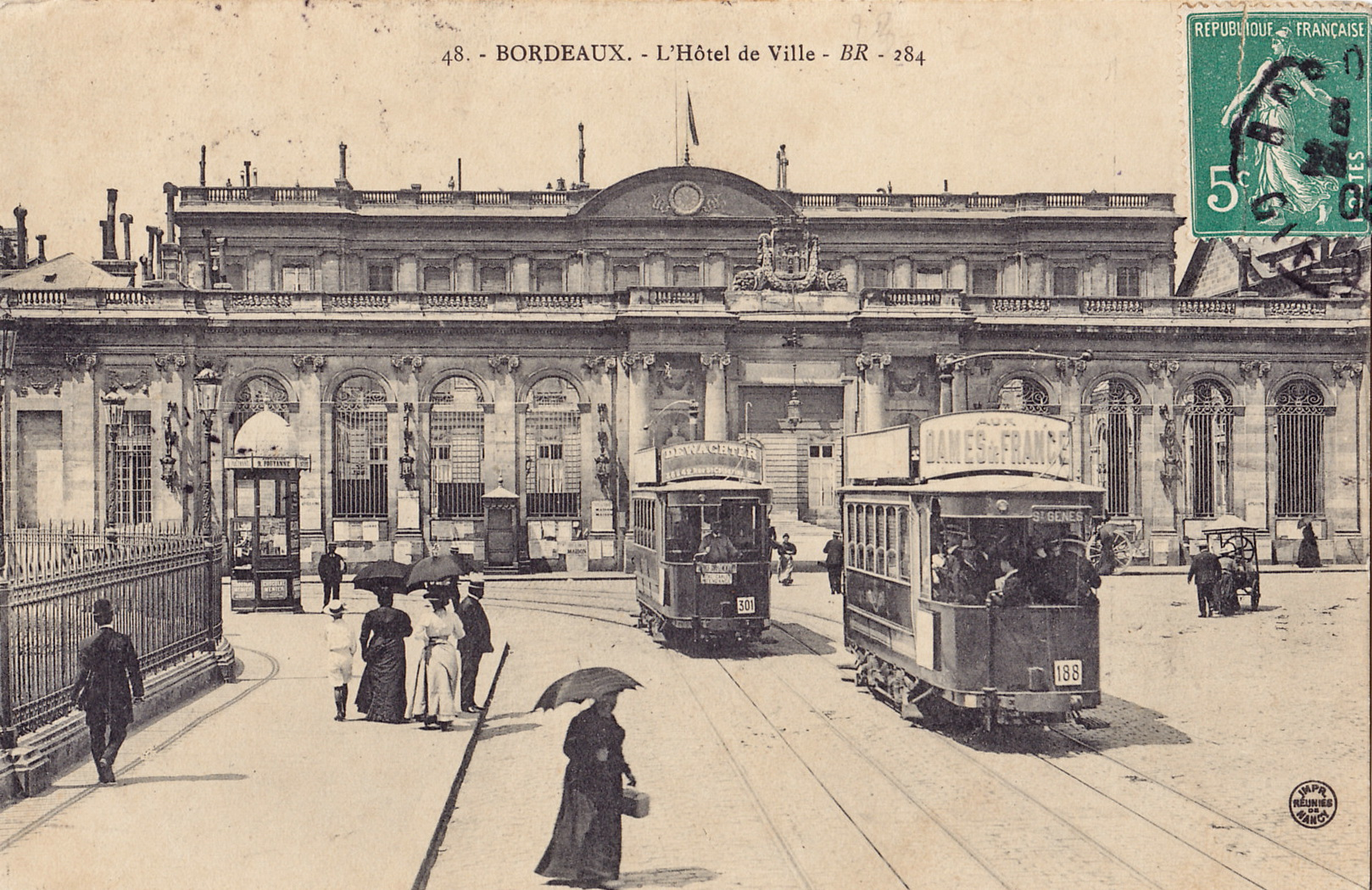
Vue des motrices (série 176 à 200) devant l'Hôtel-de-Ville, également en captage électrique souterrain.
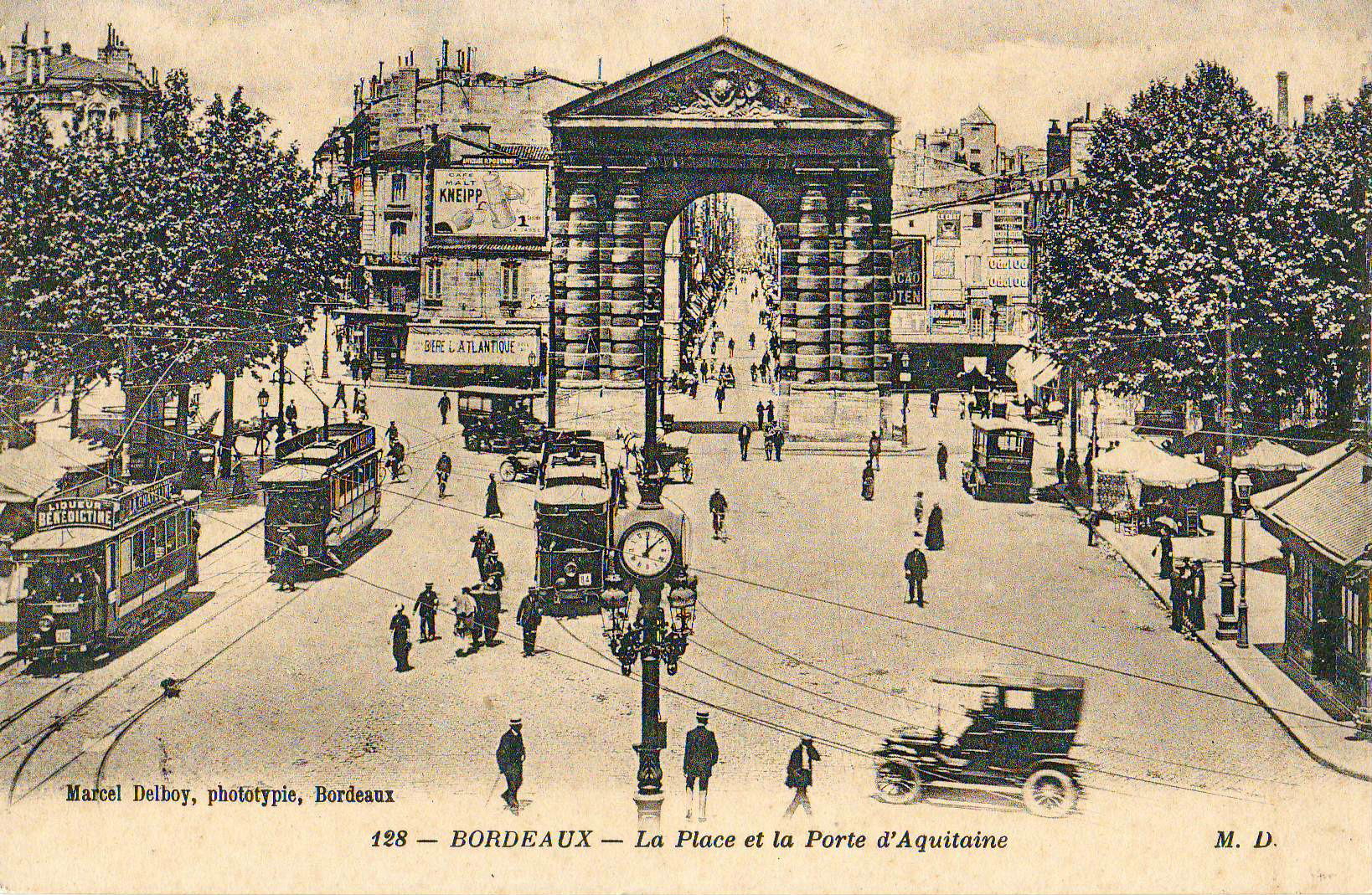
Tramways électriques devant la Porte d'Aquitaine, en captage électrique par perche.

L'ensemble du réseau comprend 25 lignes toutes comprises dans l'enceinte urbaine, excepté la ligne 23 desservant Bègles.
- 1, Boulevard Albert Brandebourg - Gare Saint-Jean

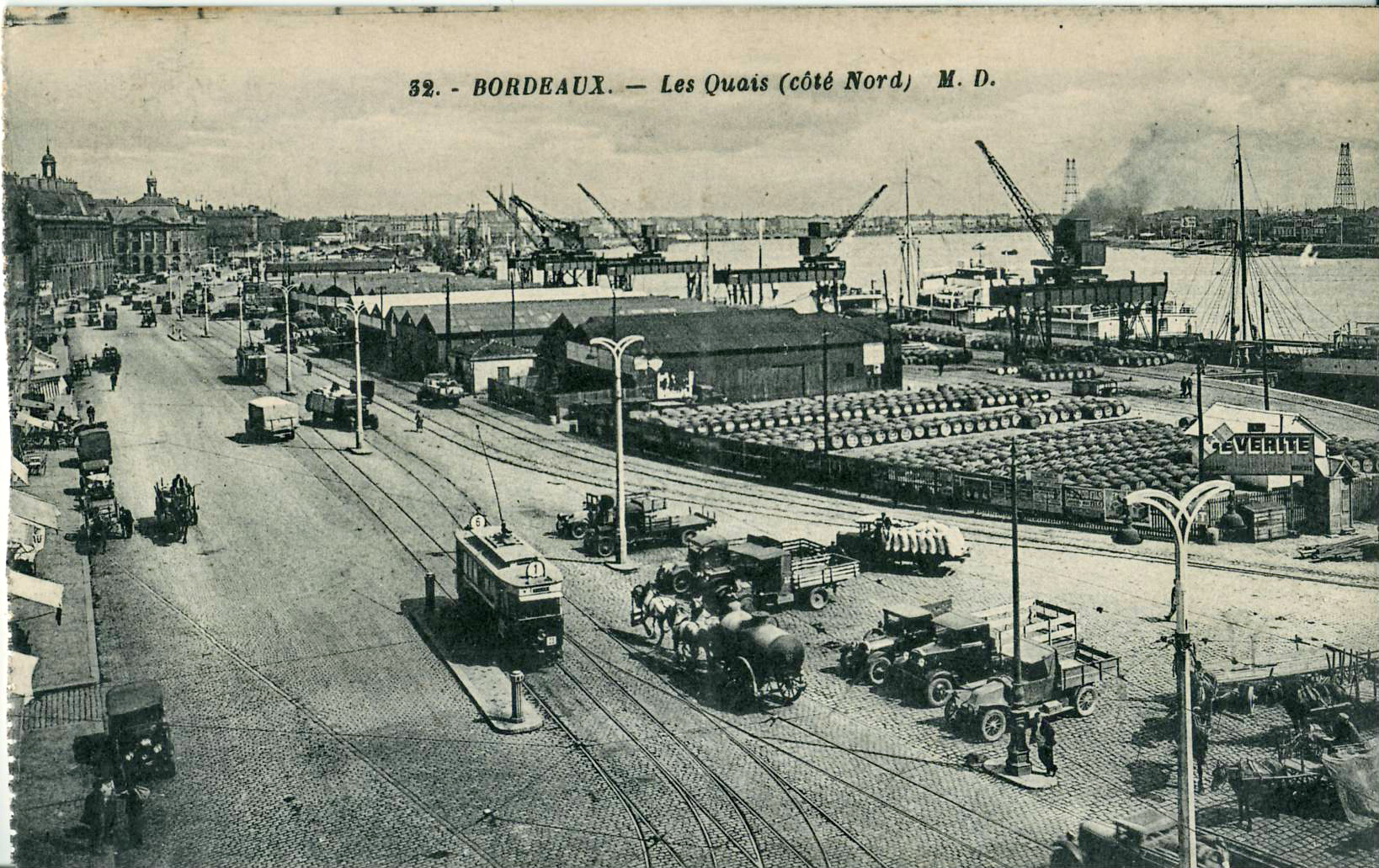
Tramway « 1 » sur les quais (côté nord).

- 2, Passerelle - Boulevard Jean Jacques Bosc
- 3, Place de la République - Place du Port (Lormont)

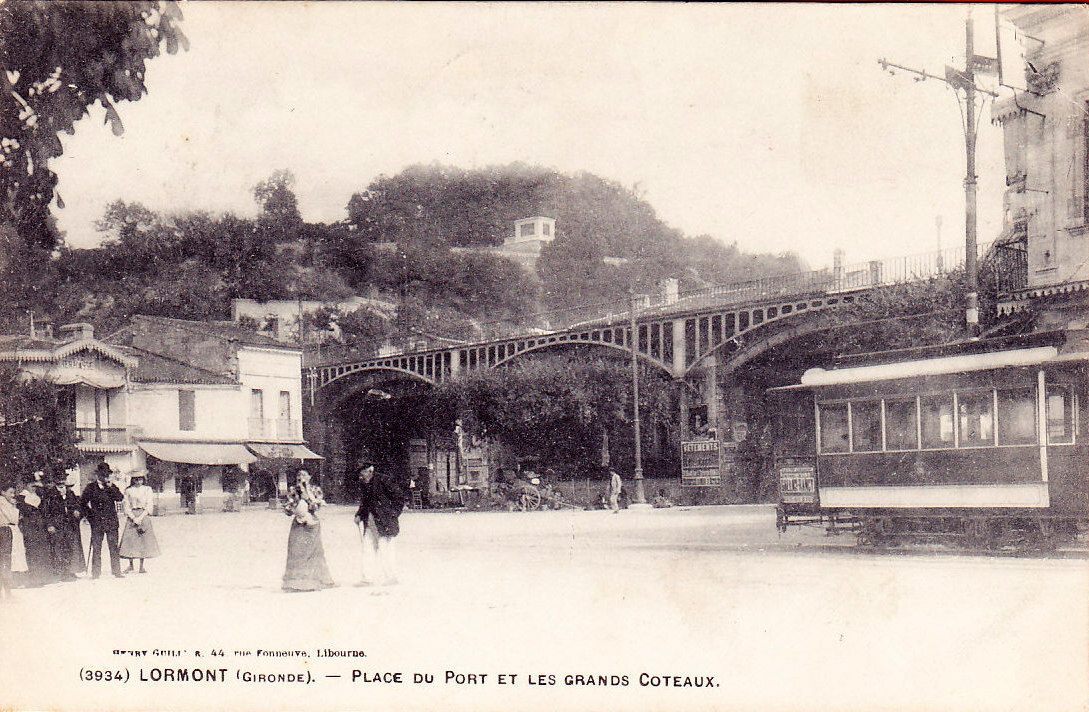
Le terminus du port de Lormont.

- 4, Place de la République - Avenue Thiers (2e passage à niveau)

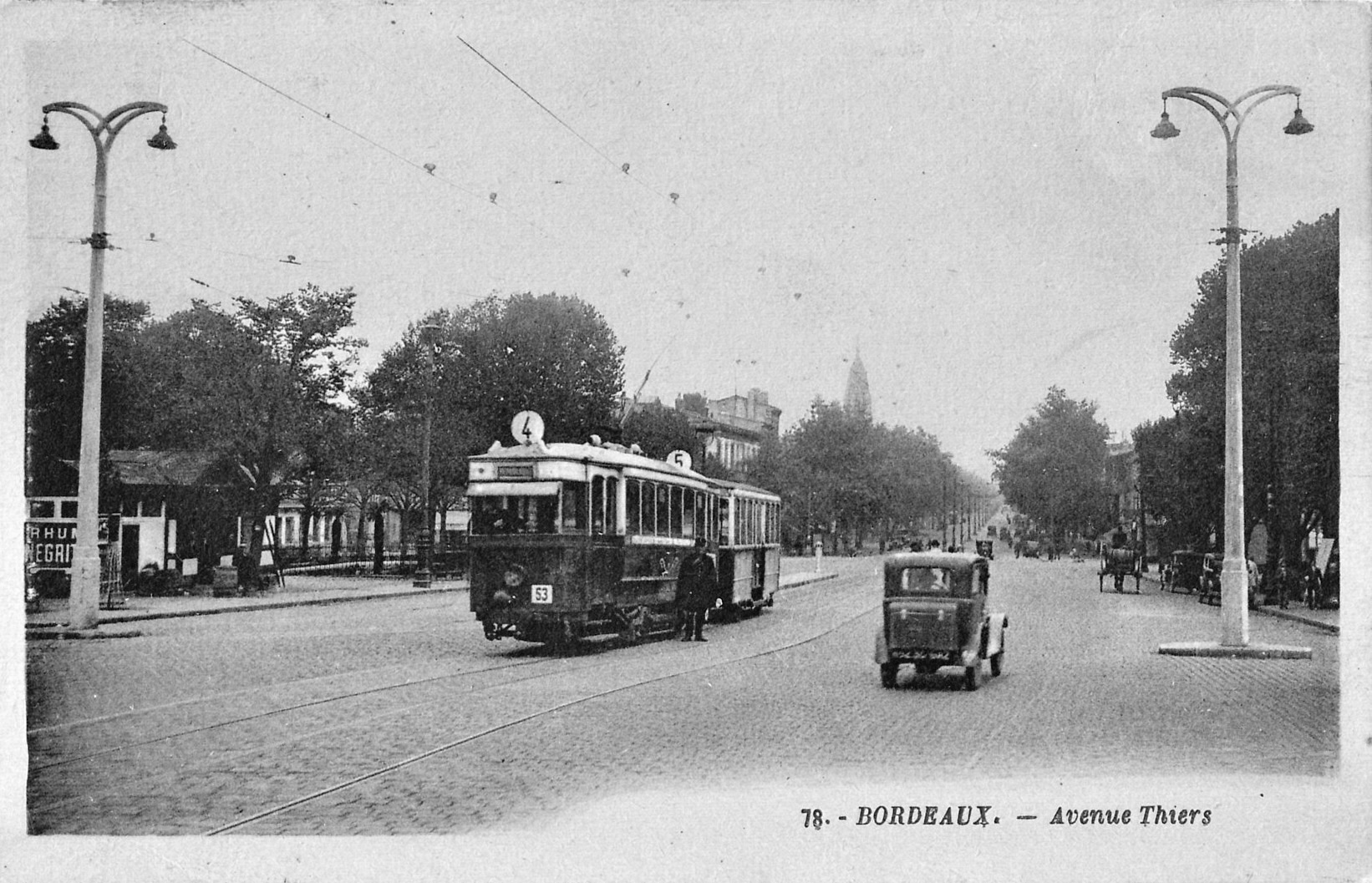
Le « 4 » près de son terminus de l'avenue Thiers (motrice série 201-239).

- 5, Place de la République - Rue de la Benauge (passage à niveau)

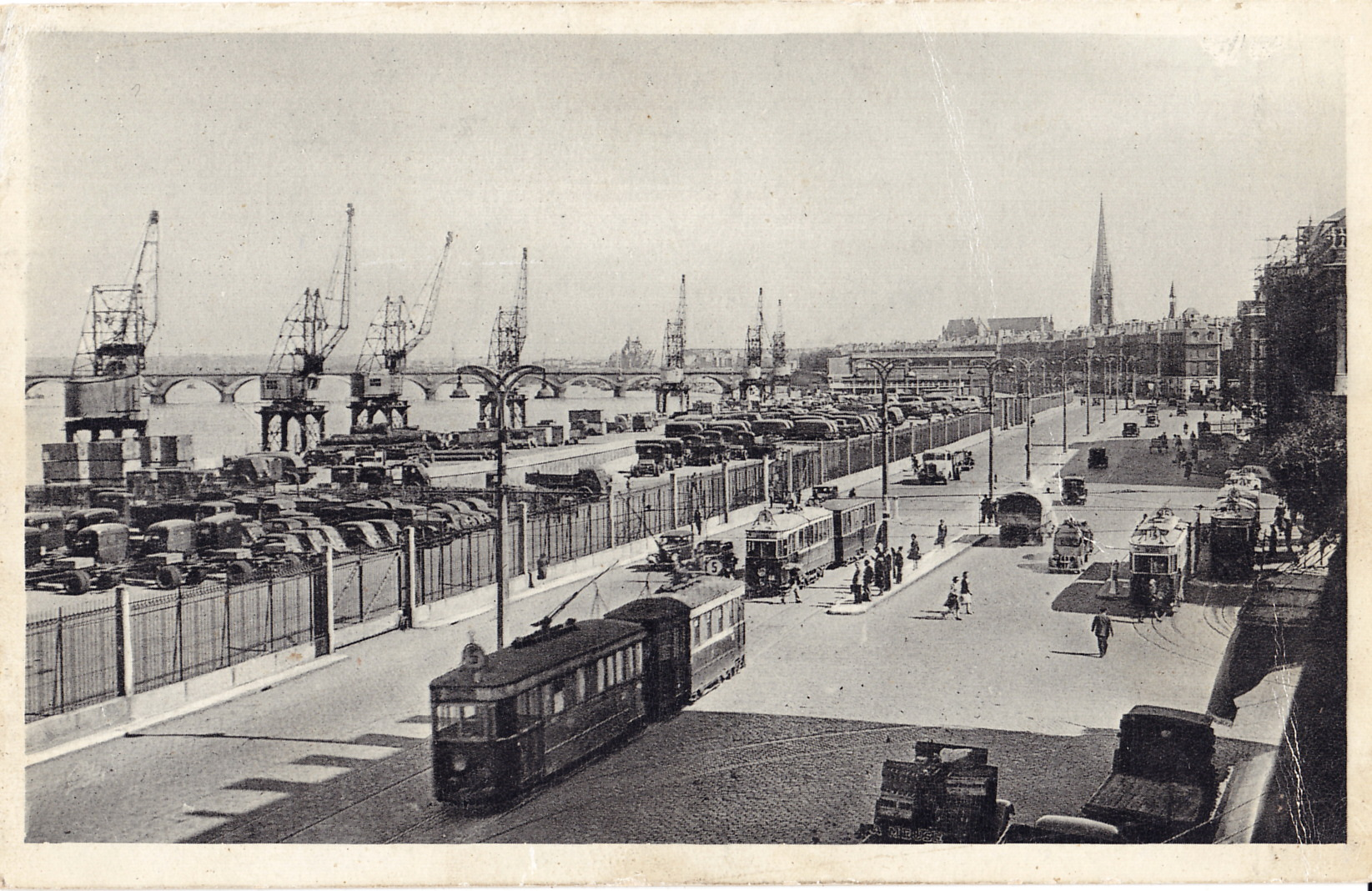
Le « 5 » sur les quais, rive gauche, dans les années 1930, motrices en convoi (série 325-358).

- 6, Place de la République - Passerelle (rive droite)
- 7, Gare Saint-Jean - Gare Saint-Louis
- 8, Gare Saint-Jean - Quai Bacalan

- 9, Gare Saint-Jean - Rue d'Ornano

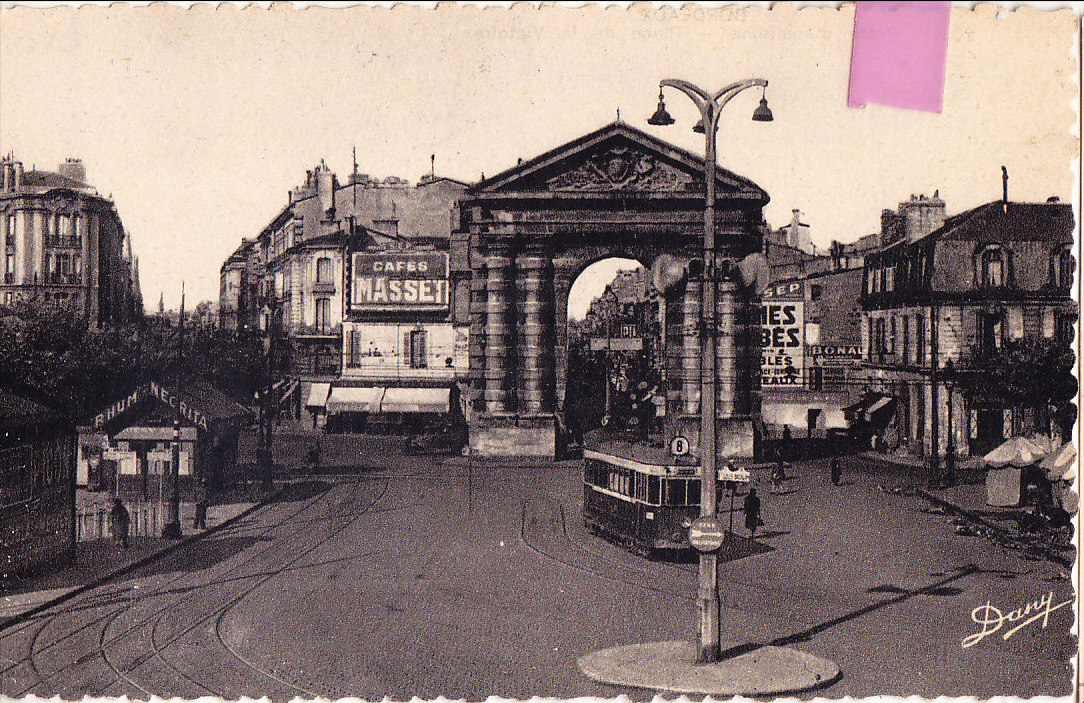
Le « 8 » Place de la Victoire.

- 10, Rue d'Ornano - Quai des Chartrons
- 11, Rue d'Ornano - Quai de Brienne
- 12, Place Bourgogne - Église Saint Augutin
- 13, Place Jean Jaurès - Place Saint Augutin
- 14, Place Jean Jaurès - Parc bordelais
- 15, Place Jean Jaurès - Barrière de Saint Médard (via rue de Fondaudège)
- 16, Place Jean Jaurès - Barrière de Saint Médard (via rue Judaïque)
- 17, Place Jean Jaurès - Barrière de Judaïque
- 18, Place Jean Jaurès - Barrière de Saint Genès (via la Rue de la Pessac)

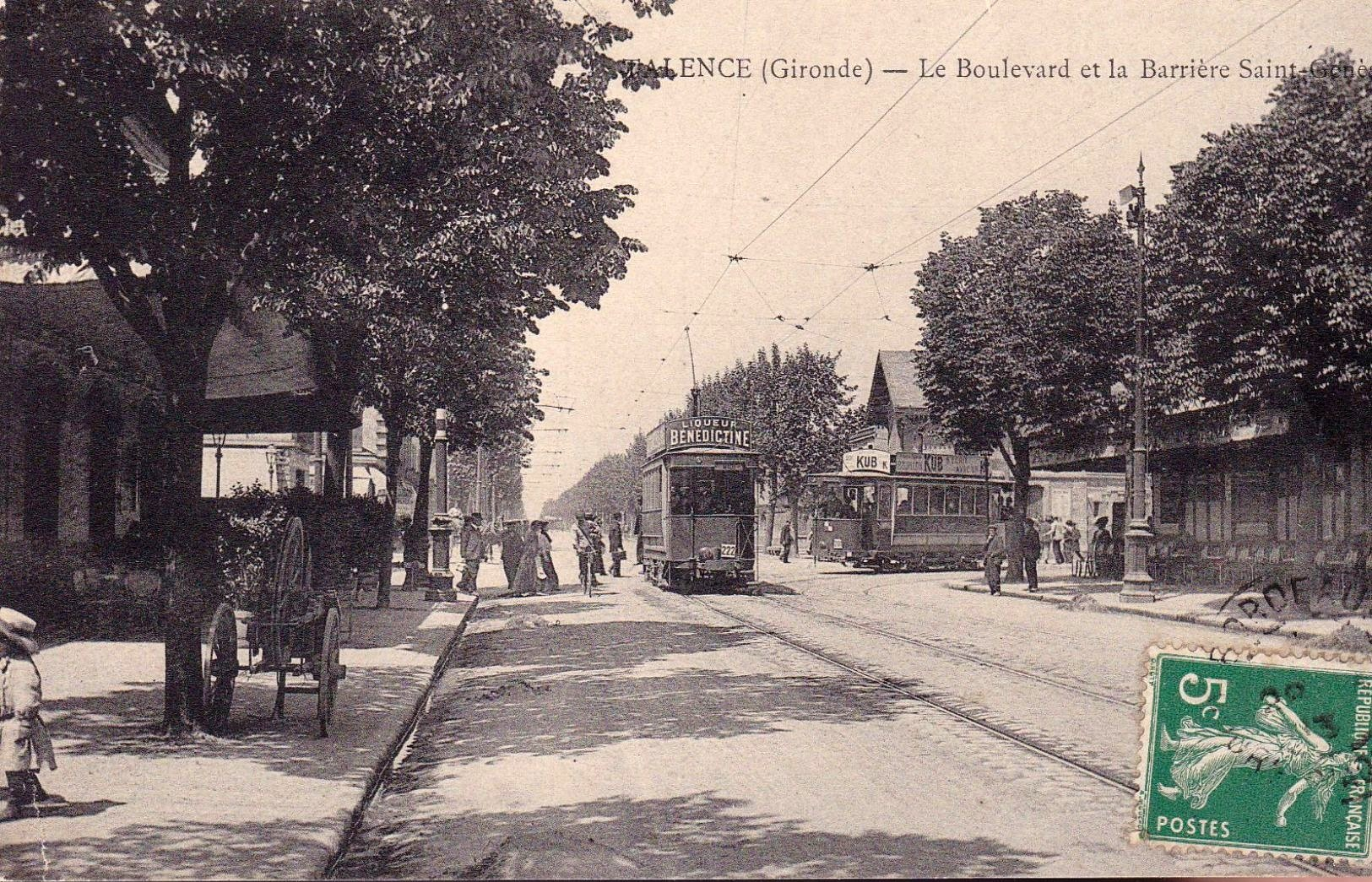
Les tramways à la Barrière Saint-Genès.

- 19, Place Jean Jaurès - Barrière de Pessac
- 20, Place Jean Jaurès - Barrière de Toulouse
- 21, Place Jean Jaurès - Barrière de Saint Genés (via le Cours de la Somme)
- 22, Place des Quinconces - Barrière de Bègles
- 23, Place des Quinconces - Église de Bègles
- 24, Quai des Chartrons - Barrière du Médoc
- 25, Cours Tournon - Cours d'Albret

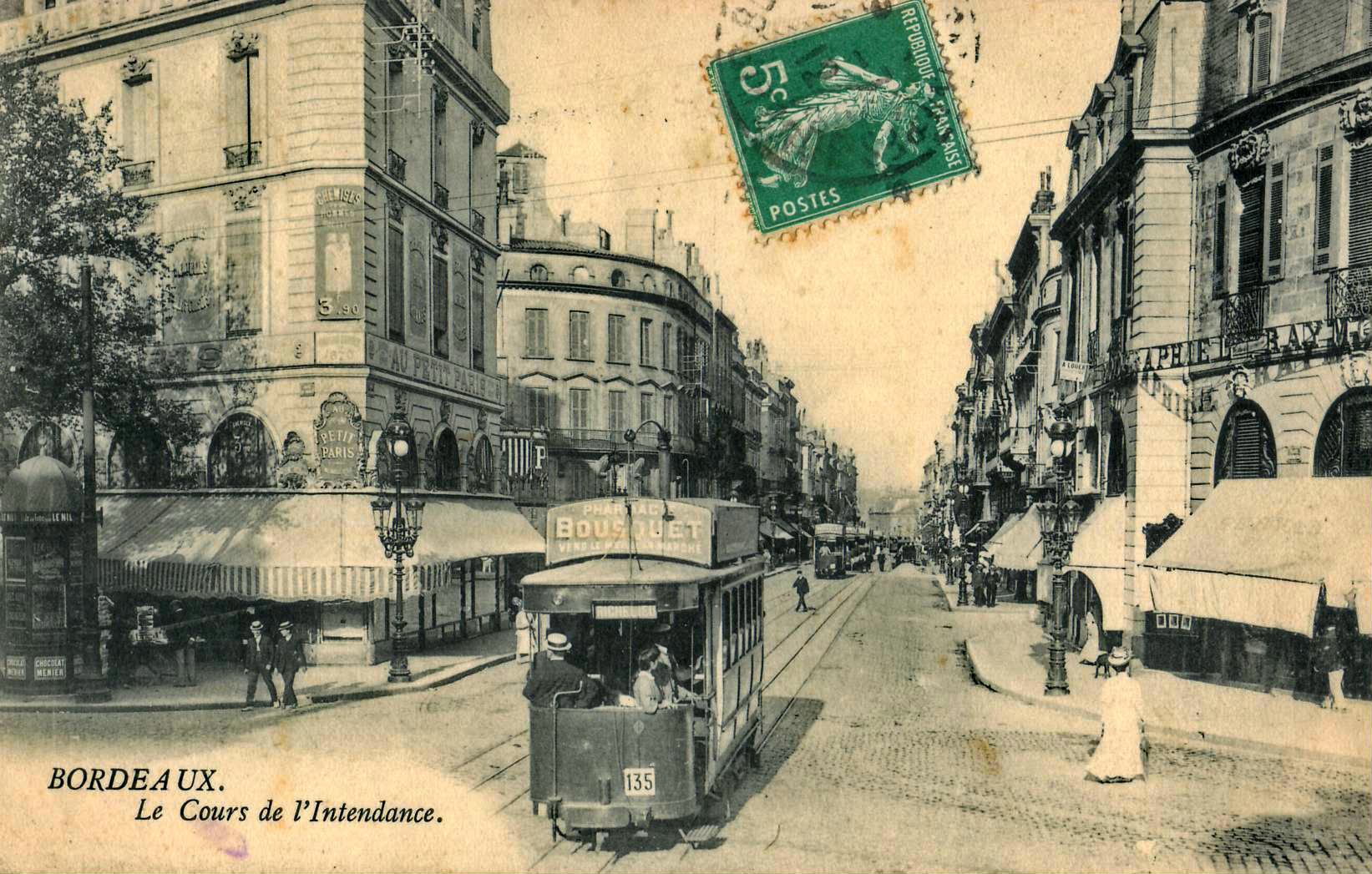
Motrice cours de l'Intendance, vers 1912.
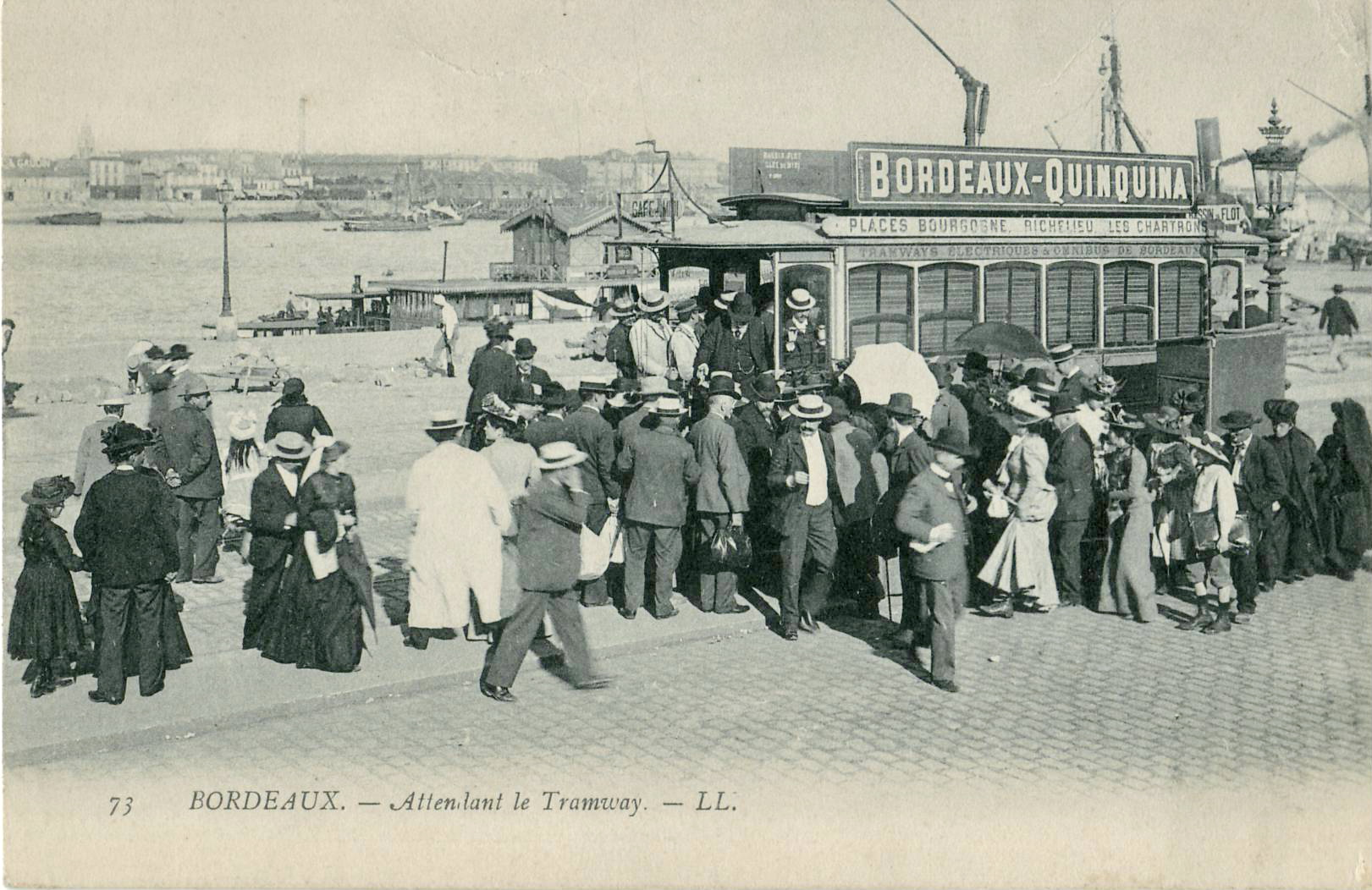
Image d'ambiance.
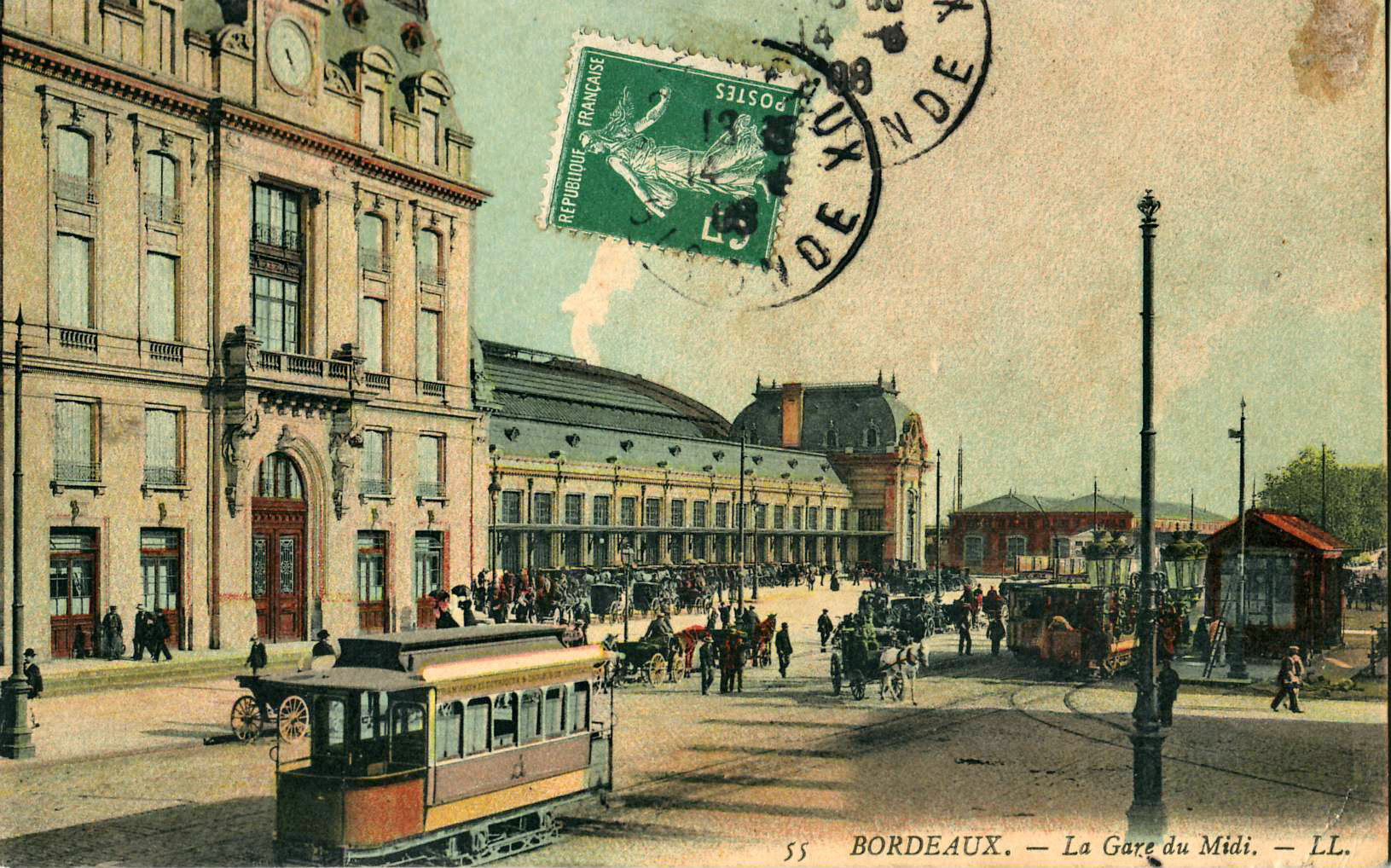
Remorque (série 51 à 76) devant la Gare Saint-Jean.
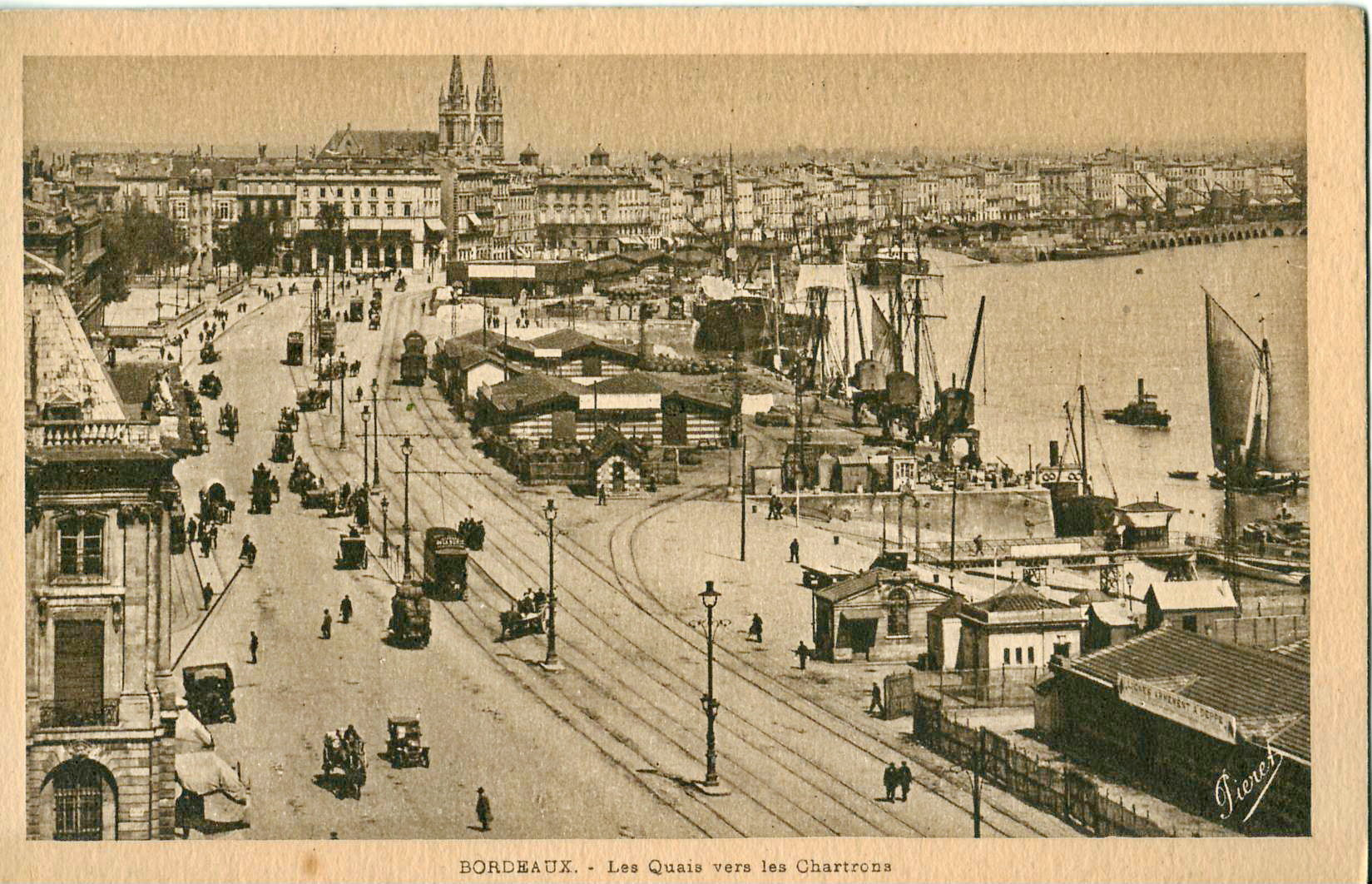
Vue générale sur les quais, vers les chartrons : les voies du tramway sont à gauche, les voies de chemin de fer portuaire à droite.
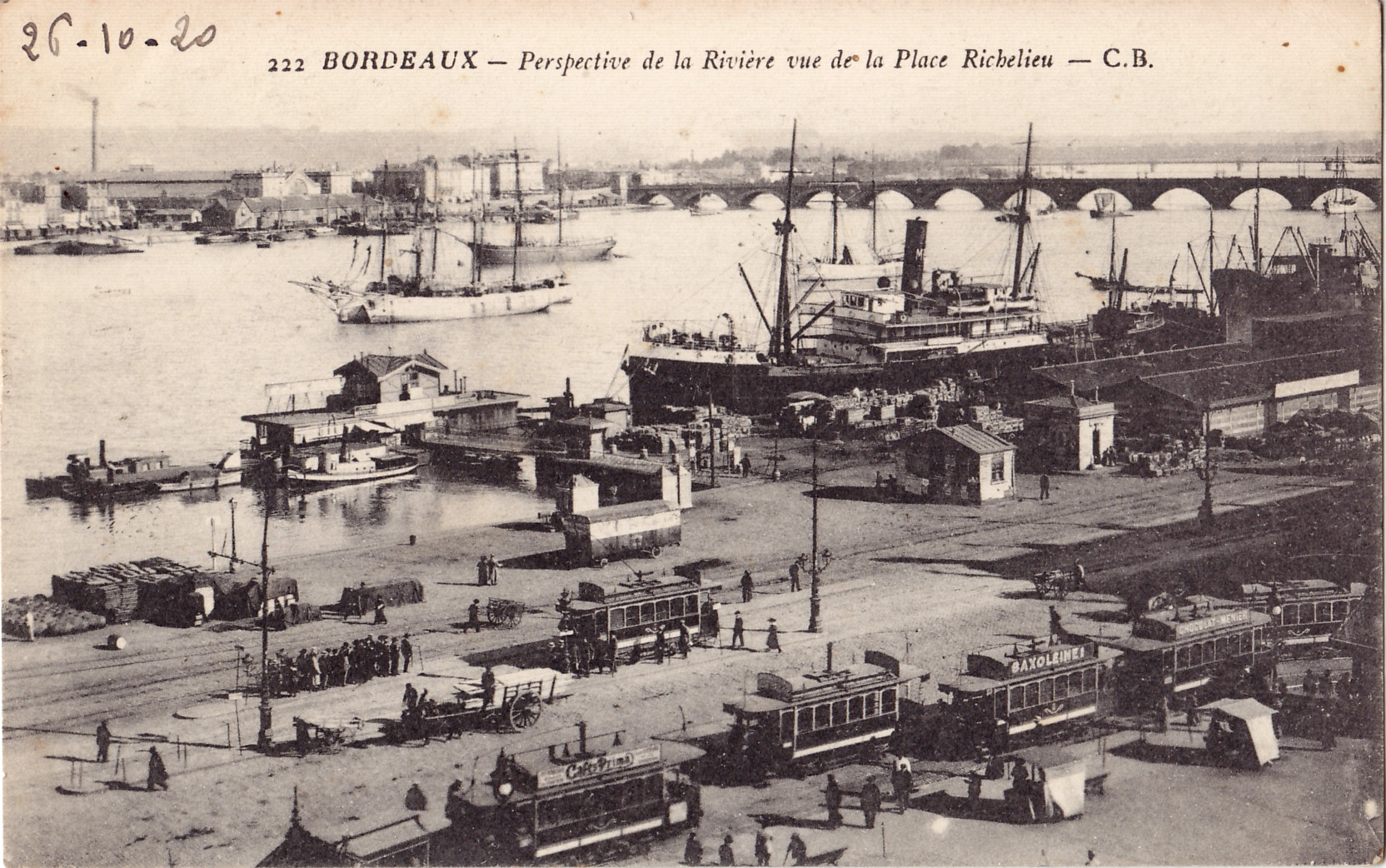
Tramways sur les quais.
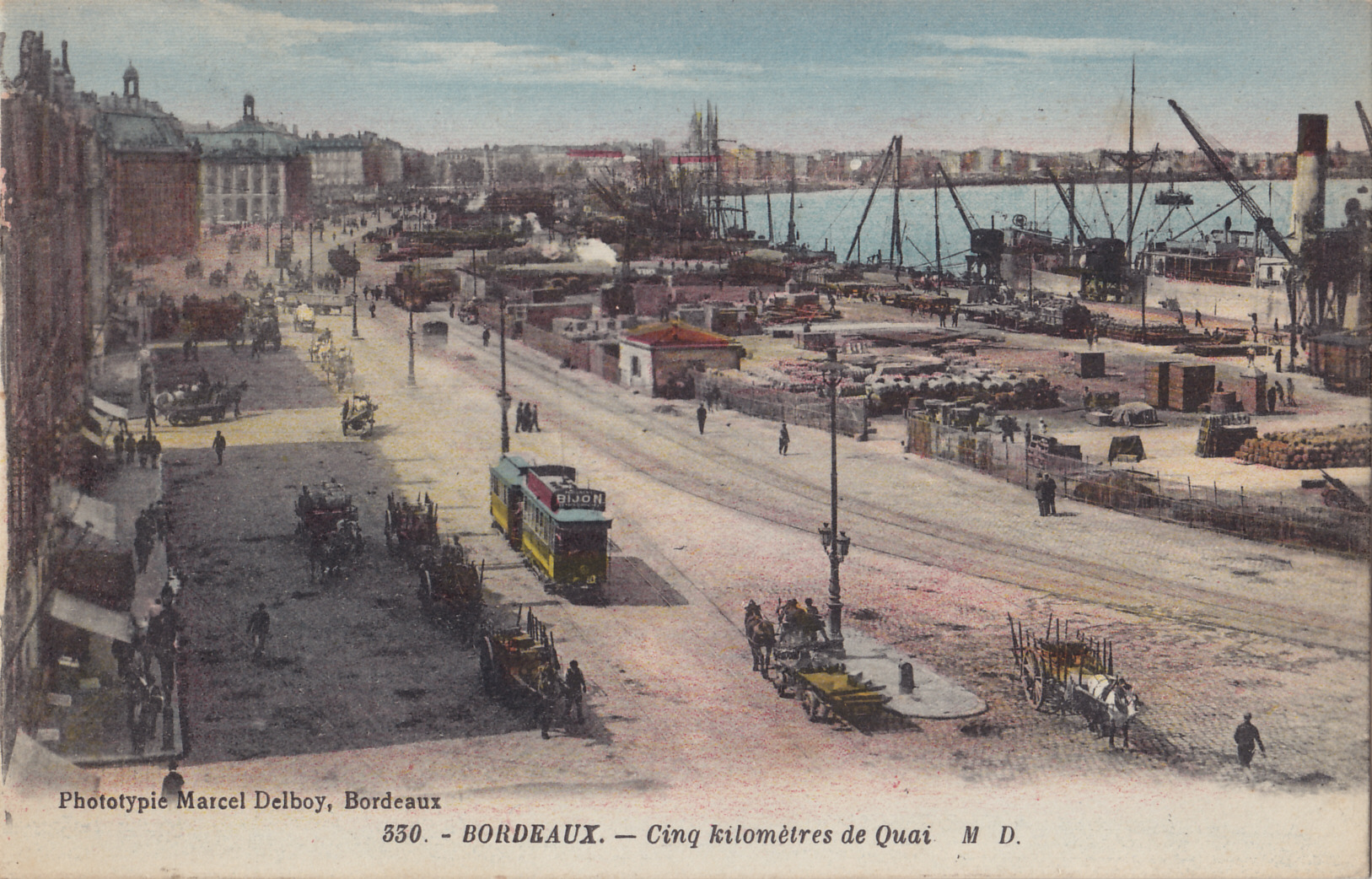
Autre vue des Quais.
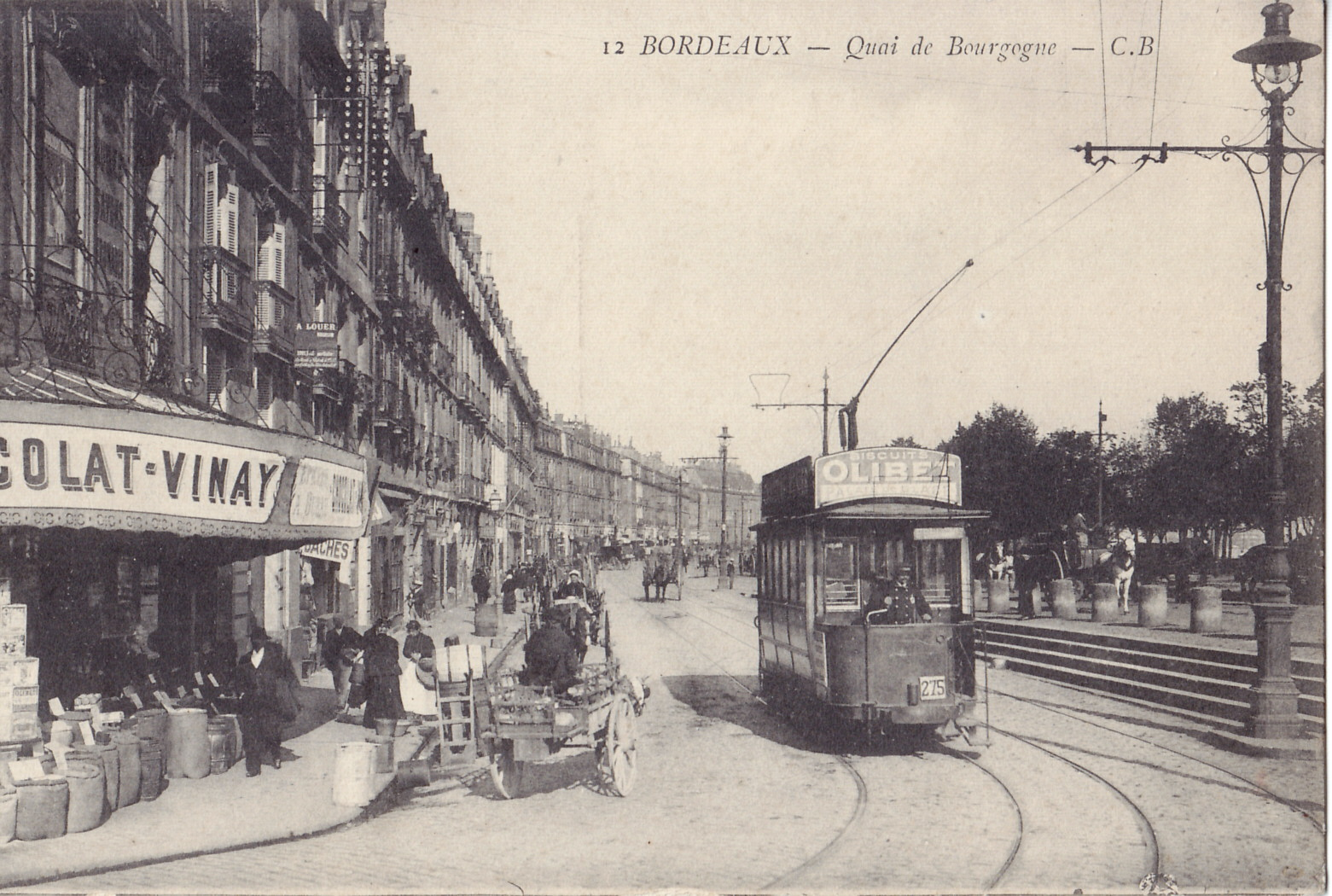
Vue d'une motrice (série 1 à 175) , quai de Bourgogne.
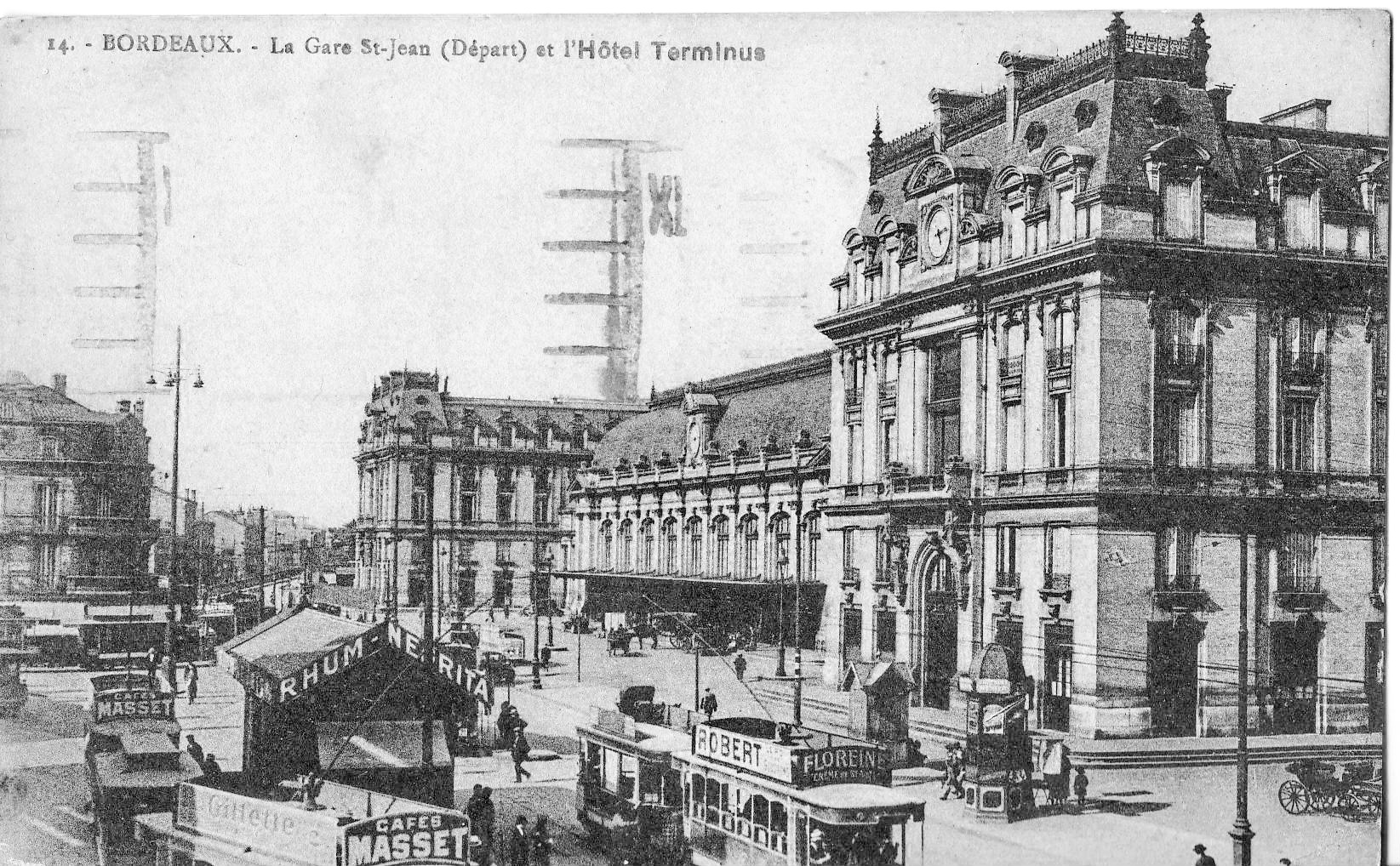
Tramways devant la gare de Bordeaux-Saint-Jean, dans l'entre-deux-guerres
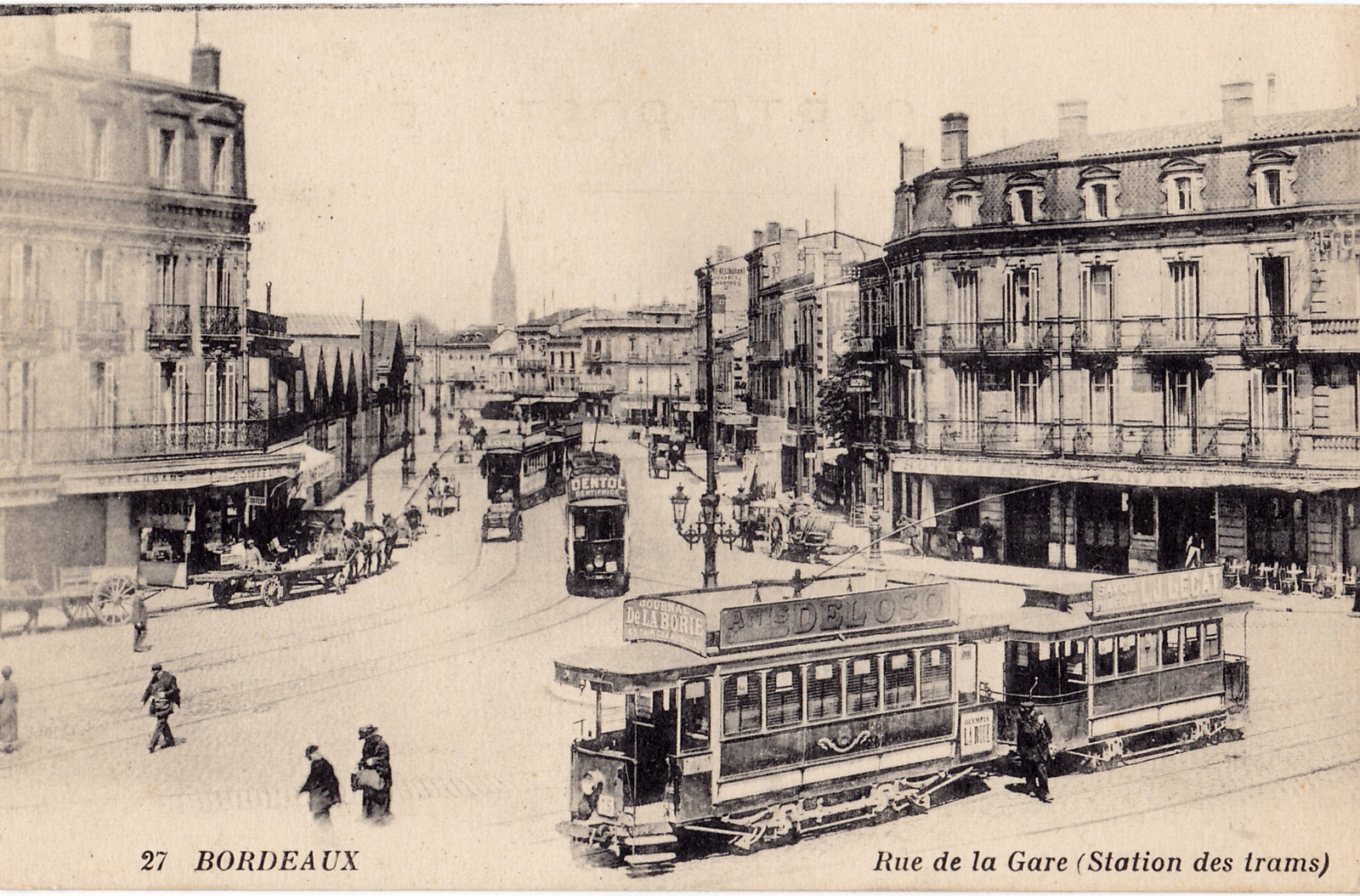
La station des tramways, rue de la gare, au début du XXe siècle, remorque série 101 à 191.

## Le réseau départemental ou réseau suburbain

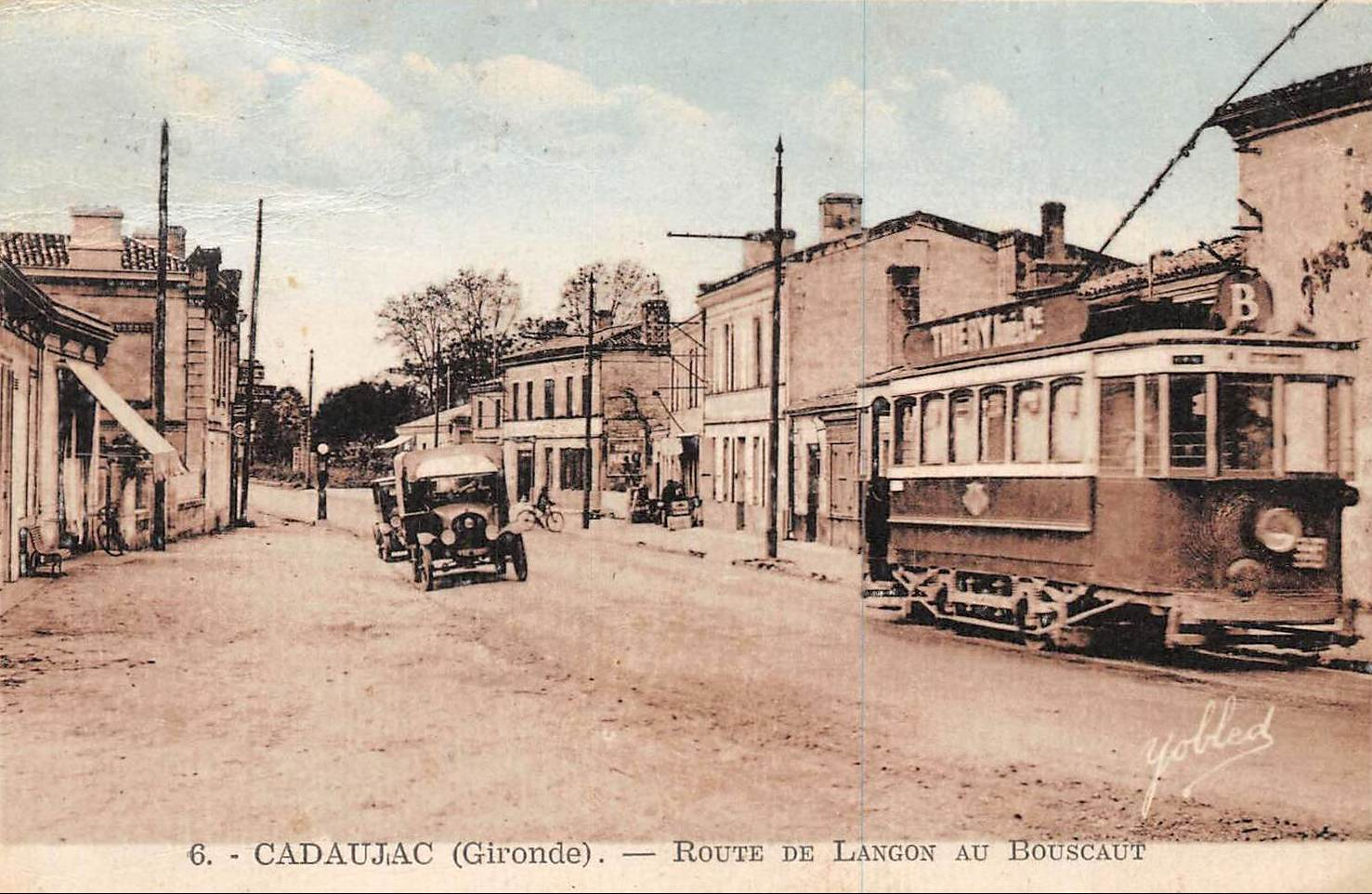
Tramway de la ligne B à Cadaujac.

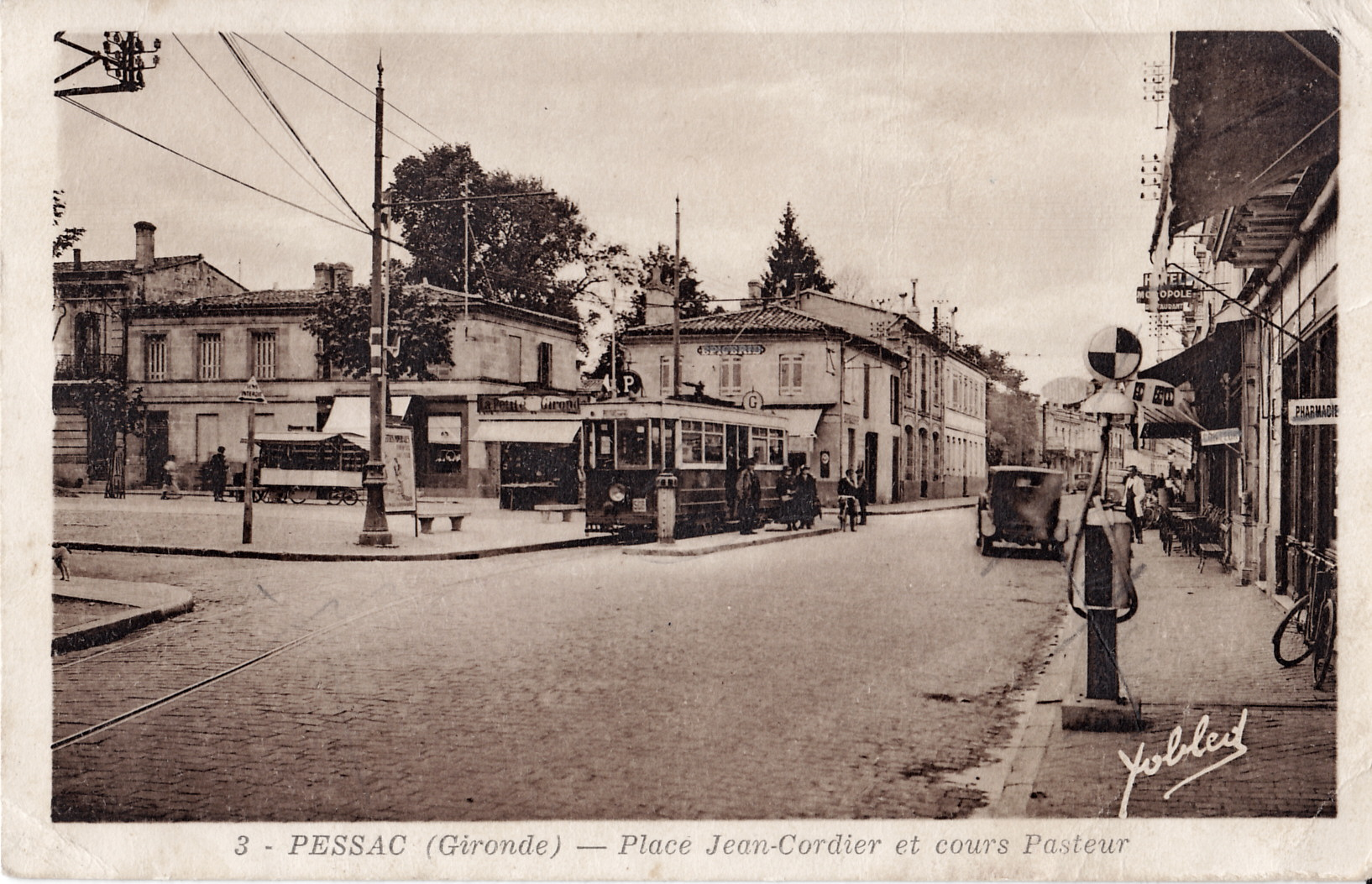
Tramway ligne P à Pessac, dans les années 1930 motrice Dyle et Bacalan (série 455 à 484).

Ce réseau développé à partir des années 1920 comprend deux ensembles
- les lignes de banlieue issues des compagnies diverses (BBV, TBP, TBL)
- les lignes nouvelles concédées au département

Ces lignes sont désignées par des lettres:
- Bg, Allées de Chartres - Bègles
- B, Place de Bourgogne - Le Bouscaut
- L, Place de Bourgogne - Léognan
- G, Allées de Chartres - Gradignan
- P, Allées de Chartres - Pessac
- M, Place Jean Jaurès - Mérignac
- C, Cours  Tournon - Caudéran
- Sm, Cours  Tournon - Saint-Médard-en-Jalles
- T, Cours  Tournon - Le Taillan
- Bl, Cours  Tournon - Blanquefort
- Pf, Cours  Tournon - Les Pins Francs
- F, Floirac - Cenon
- Pa, Place Jean Jaurès - Mérignac - Port Aérien

Le réseau est  affermé à la compagnie TEOB, le 16 novembre 1920.

## Compagnie des Tramways de Bordeaux à Beychac-et-Cailleau

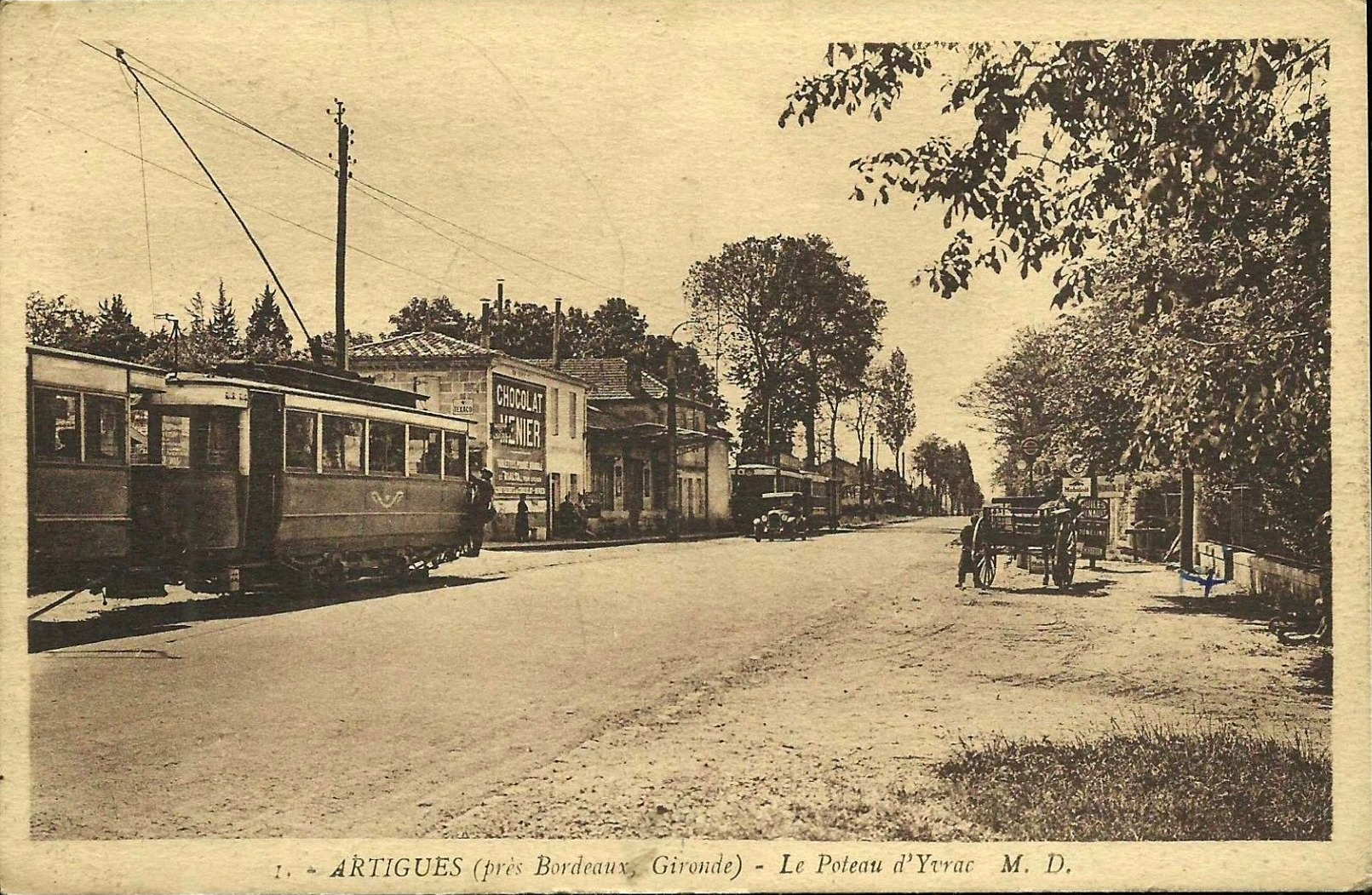
Un tram au Poteau d'Yvrac.

Cette compagnie est créée en 1908 pour construire et exploiter deux lignes
- Bordeaux (Place du Pont) - Montussan  - Beychac (14 km), ouverture 1913
- Montussan  - Caillau[13] (4 km) embranchement sur la ligne précédente), ouverture 1915[14]

En 1913, le réseau est retrocédé à la compagnie TEOB qui l'exploite ensuite.

## Tramway de Bordeaux à Camarsac

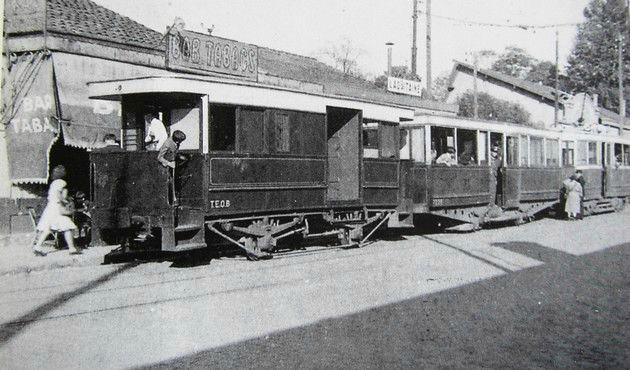
Le tramway de Camarsac.

Cette ligne est concédée à la Société générale des chemins de fer économiques qui construit et exploite la ligne en traction à vapeur. 
- Bordeaux-Benauge - Floirac - Camarsac, (16 km), ouverture en 1900

La ligne est rétrocédée en 1913 à la compagnie TEOB qui l'électrifie et l'exploite jusqu'en 1949.

## Suppression du tramway (1946-1958)
En 1946, le réseau de transport en commun de Bordeaux compte 38 lignes de tramway d'une longueur totale de 200 km qui véhiculent 160 000 voyageurs par jour. Un système d'alimentation par le sol par caniveau central, fonctionne sur certains tronçons avec un succès mitigé. Comme dans les autres villes de France à l'époque, la municipalité, dont le maire est à l'époque Jacques Chaban-Delmas, décide de mettre fin à l'exploitation du tramway à l'image désuète par rapport à l'autobus et dont l'emprise au sol gêne le flot croissant des automobiles. Les lignes sont fermées les unes après les autres.
En 1958 les dernières lignes de tramway sont arrêtées le 8 décembre. Il s'agit des lignes 7 et 8.

## Matériel roulant
Automotrices
- no 1 à 175, motrices livrées en 1900, dites courtes[17]
- no 176 à 200, motrices livrées entre 1904 et 1907, dites longues en raison des plates-formes plus grandes,
- no 241 à 243, prototypes élaborés en 1924, plate-forme centrale
- no 301 à 324, motrices livrées en 1910 par Dyle et Bacalan,
- no 401 à 454, motrices ex voie métrique des compagnies diverses
- no 455 à 484, motrices livrées en 1923 par Dyle et Bacalan, plate-forme centrale,
- no 485 à 500, motrices livrées en 1927, plate-forme centrale,
- no 501 à 554, motrices reconstruites en 1932 avec caisse métallique,

Remorques
- no 1 à 12, ex tramways à chevaux,
- no 53 à 76, ex tramways à chevaux,
- no 101 à 191, ex tramways à chevaux,
- no 201 à 242, remorques ex voie métrique des compagnies diverses

Transformation du parc (reconstruction des caisses),
Automotrices
- no 1 à 95, motrices reconstruites en 1926 avec caisse en bois,
- no 101 à 160, motrices reconstruites de 1931 à 1938 avec caisse métallique,
- no 161 à 170, motrices reconstruites en 1949 avec caisse métallique,
- no 171 à 174, motrices reconstruites en 1937 avec caisse métallique,
- no 200, prototype élaboré en 1924, plate-forme centrale, ex 243,
- no 201 à 239, motrices reconstruites en 1929 avec caisse en bois, toit bombé,
- no 240 à 242, motrices reconstruites en 1930 avec caisse en bois, toit bombé, portes pliantes,
- no 301 à 324, motrices transformées de 1926 à 1928 avec caisse en bois,
- no 325 à 358, motrices reconstruites en 1935 avec caisse métallique,

Remorques
- no 1 à 63, remorques reconstruites de 1932 à 1934 avec caisse bois
- no 64 à 95, remorques reconstruites en 1935 avec caisse métallique,